# Advanced Open Water Diver
L'Advanced Open Water Diver (AOWD) è un livello dei brevetti per la subacquea emessi da molte associazioni di addestramento come la PADI, la SDA, la SDI, la SNSI, SSI, la NASDS, la Professional Scuba Schools (PSS), la NASE e la UEF.
Questo brevetto è più o meno equivalente a quello CMAS , anche se con qualche differenza.

## Caratteristiche
L'AOWD è il secondo livello ottenibile, e segue l'iniziale Open Water Diver (OWD). Al livello OWD il sub apprende le conoscenze basilari sull'equipaggiamento e sulla teoria della subacquea; l'AOWD affina queste conoscenze ampliando le possibilità del subacqueo.
Per accedere a questo brevetto molte organizzazioni richiedono il raggiungimento di alcuni prerequisiti in termini di numero e tipologia di immersioni.
Il corso si può concentrare sui seguenti aspetti:
- Immersione profonda (fino ad un massimo di 30 metri)
- Immersione in corrente
- Ricerca e recupero oggetti
- Orientamento subacqueo
- Nitrox
- Immersione in quota
- Biologia marina
- Immersione notturna
- Controllo del galleggiamento

In molte organizzazioni questi aspetti possono essere approfonditi tramite corsi specifici.
Questo brevetto permette immersioni fino ad un massimo di 30 metri.